# TOP Oss
La Top Oss è una squadra di calcio olandese con sede a Oss. Attualmente milita nel campionato professionistico dell’Eerste Divisie.

## Storia
Il club fu fondato il 9 aprile 1928. Fino al 1994 era conosciuto come TOP (in olandese Tot Ons Plezier), ma quell'anno fu rinominato TOP Oss per inserire nel nome la città. Nell'estate del 2009 il club è stato rinominato FC Oss. Nel Novembre 2017, la società annuncia che dalla stagione 2018-19 il club tornerà a chiamarsi TOP Oss.
Il Top ha disputato la Eerste Divisie dal 1991 fino al 2010, quando è retrocesso in Topklasse.
Tempo solo un anno ed il club è ritornato in Eerste Divisie.. Nonostante risultati altalenanti e stagioni terminate nelle ultime posizioni della classifica, il club si è messo in risalto grazie alle prestazioni e i numeri del centravanti Tom Boere che, nella stagione 2016-2017, mette a segno 33 reti in 38 partite di campionato, consacrandosi come uno degli attaccanti europei più prolifici di quell’annata.

## Allenatori
- Piet Schrijvers (1991-1993)
- Bram Braam (1993-1994)
- Hans Dorjee (1994-1995)
- Adrie Koster (1995-1997)
- Lex Schoenmaker (1997-2000)
- Jan Versleijen (1999-2000)
- Wim van Zwam (2000-2002)
- Harry van den Ham (2002-2005)
- Hans de Koning (2005-2010)
- Dirk Heesen (2010-2012)
- Anton Janssen (2012-2013)
- Gert Aandewiel (2013-2014)
- Willy Boessen (2014-2015)
- Klaas Wels (Maggio 2015-Giugno 2015)
- Reinier Robbemond (2015-2016)
- François Gesthuizen (2016-2017)
- Klaas Wels (2017-2021)
- Bob Peeters (2021-2022)
- Marcel van der Sloot (2022-2023)
- Klaas Wels (Febbraio 2023)
- Ruud Brood (Marzo 2023-Giugno 2024)
- Sjors Ultee (Luglio 2024-)

## Organico

### Rosa 2024-2025
Aggiornato al 10 settembre 2024
| N. |                        | Ruolo | Calciatore           |
| -- | ---------------------- | ----- | -------------------- |
| 1  | Paesi Bassi (bandiera) | P     | Mike Havekotte       |
| 2  | Paesi Bassi (bandiera) | D     | Leonel Miguel        |
| 3  | Suriname (bandiera)    | D     | Calvin Mac-Intosch   |
| 4  | Belgio (bandiera)      | D     | Xander Lambrix       |
| 5  | Belgio (bandiera)      | D     | Jules Van Bost       |
| 6  | Paesi Bassi (bandiera) | C     | Mitchell van Rooijen |
| 7  | Marocco (bandiera)     | C     | Karim Loukili        |
| 8  | Paesi Bassi (bandiera) | C     | Marcelencio Esajas   |
| 9  | Norvegia (bandiera)    | A     | Abel Stensrud        |
| 10 | Paesi Bassi (bandiera) | C     | Giovanni Korte       |
| 11 | Paesi Bassi (bandiera) | A     | Mart Remans          |
| 14 | Paesi Bassi (bandiera) | C     | Tom van der Werff    |
| 16 | Paesi Bassi (bandiera) | P     | Lars van Meurs       |

| N. |                        | Ruolo | Calciatore         |
| -- | ---------------------- | ----- | ------------------ |
| 17 | Paesi Bassi (bandiera) | C     | Mauresmo Hinoke    |
| 19 | Paesi Bassi (bandiera) | A     | Tijmen Wildeboer   |
| 20 | Curaçao (bandiera)     | D     | Giovanni Troupée   |
| 21 | Paesi Bassi (bandiera) | D     | Thomas Cox         |
| 22 | Honduras (bandiera)    | C     | Enrico Hernández   |
| 26 | Paesi Bassi (bandiera) | C     | Julian Kuijpers    |
| 27 | Israele (bandiera)     | D     | Jonathan Mulder    |
| 29 | Paesi Bassi (bandiera) | D     | Tymen Niekel       |
| 31 | Paesi Bassi (bandiera) | C     | Sven Zitman        |
| 39 | Belgio (bandiera)      | A     | Arthur Allemeersch |
| 75 | Curaçao (bandiera)     | C     | Joshua Zimmerman   |
|    | Paesi Bassi (bandiera) | P     | Mark Spenkelink    |

### Rosa 2023-2024
Aggiornato al 8 ottobre 2023
| N. |                         | Ruolo | Calciatore             |
| -- | ----------------------- | ----- | ---------------------- |
| 1  | Paesi Bassi (bandiera)  | P     | Mike Havekotte         |
| 2  | Sint Maarten (bandiera) | D     | Ilounga Pata           |
| 3  | Suriname (bandiera)     | D     | Calvin Mac-Intosch     |
| 4  | Belgio (bandiera)       | D     | Xander Lambrix         |
| 6  | Paesi Bassi (bandiera)  | C     | Joshua Eijgenraam      |
| 8  | Paesi Bassi (bandiera)  | C     | Thijs van Leeuwen      |
| 9  | Paesi Bassi (bandiera)  | A     | Delano Ladan           |
| 10 | Paesi Bassi (bandiera)  | C     | Giovanni Korte         |
| 11 | Grecia (bandiera)       | A     | Kōnstantinos Doumtsios |
| 16 | Paesi Bassi (bandiera)  | P     | Lars van Meurs         |
| 17 | Curaçao (bandiera)      | D     | Roshon van Eijma       |
| 19 | Paesi Bassi (bandiera)  | C     | Rick Dekker            |
| 20 | Paesi Bassi (bandiera)  | C     | Maxim van Peer         |

| N. |                        | Ruolo | Calciatore         |
| -- | ---------------------- | ----- | ------------------ |
| 21 | Paesi Bassi (bandiera) | D     | Thomas Cox         |
| 22 | Honduras (bandiera)    | C     | Enrico Hernández   |
| 23 | Paesi Bassi (bandiera) | C     | Guus Gertsen       |
| 24 | Grecia (bandiera)      | D     | Vasilios Pavlidis  |
| 26 | Paesi Bassi (bandiera) | C     | Julian Kuijpers    |
| 27 | Paesi Bassi (bandiera) | D     | Jonathan Mulder    |
| 29 | Albania (bandiera)     | D     | Fabian Shahaj      |
| 30 | Paesi Bassi (bandiera) | P     | Maarten Schouten   |
| 31 | Paesi Bassi (bandiera) | C     | Sven Zitman        |
| 39 | Belgio (bandiera)      | A     | Arthur Allemeersch |
|    | Curaçao (bandiera)     | C     | Quenten Martinus   |
|    | Paesi Bassi (bandiera) | C     | Grad Damen         |
|    | Curaçao (bandiera)     | C     | Joshua Zimmerman   |

### Rosa 2022-2023
Aggiornato al 28 aprile 2023
| N. |                         | Ruolo | Calciatore              |
| -- | ----------------------- | ----- | ----------------------- |
| 1  | Paesi Bassi (bandiera)  | P     | Thijs Jansen            |
| 2  | Sint Maarten (bandiera) | D     | Ilounga Pata            |
| 3  | Paesi Bassi (bandiera)  | D     | Milan Hilderink         |
| 4  | Curaçao (bandiera)      | D     | Roshon van Eijma        |
| 5  | Germania (bandiera)     | D     | Nicolas Abdat           |
| 6  | Belgio (bandiera)       | A     | Arthur Allemeersch      |
| 7  | Curaçao (bandiera)      | C     | Jearl Margaritha        |
| 8  | Paesi Bassi (bandiera)  | D     | Rick Stuy van den Herik |
| 9  | Paesi Bassi (bandiera)  | A     | Delano Ladan            |
| 10 | Paesi Bassi (bandiera)  | C     | Justin Mathieu          |
| 11 | Paesi Bassi (bandiera)  | A     | Toshio Lake             |
| 12 | Paesi Bassi (bandiera)  | D     | Dean van der Sluys      |
| 13 | Paesi Bassi (bandiera)  | D     | Trevor David            |
| 14 | Paesi Bassi (bandiera)  | A     | Kay Tejan               |
| 15 | Paesi Bassi (bandiera)  | D     | Lorenzo Piqué           |
| 16 | Paesi Bassi (bandiera)  | P     | Lars van Meurs          |
| 17 | Paesi Bassi (bandiera)  | C     | Bradly van Hoeven       |

| N. |                        | Ruolo | Calciatore          |
| -- | ---------------------- | ----- | ------------------- |
| 18 | Paesi Bassi (bandiera) | C     | Ömer Gündüz         |
| 19 | Paesi Bassi (bandiera) | C     | Rick Dekker         |
| 20 | Paesi Bassi (bandiera) | C     | Joep van der Sluijs |
| 21 | Paesi Bassi (bandiera) | D     | Joshua Mukeh        |
| 22 | Paesi Bassi (bandiera) | C     | Thijs van Leeuwen   |
| 23 | Paesi Bassi (bandiera) | C     | Thomas Beekman      |
| 24 | Grecia (bandiera)      | D     | Vasilios Pavlidis   |
| 28 | Paesi Bassi (bandiera) | A     | Richonell Margaret  |
| 30 | Paesi Bassi (bandiera) | P     | Job Schuurman       |
| 31 | Paesi Bassi (bandiera) | C     | Joshua Sanches      |
| 39 | Paesi Bassi (bandiera) | A     | Kyvon Leidsman      |
|    | Paesi Bassi (bandiera) | D     | Morgan Zouan        |
|    | Paesi Bassi (bandiera) | C     | Daan Maas           |
|    | Paesi Bassi (bandiera) | D     | Jonas Clein         |
|    | Paesi Bassi (bandiera) | P     | Jason Fitz-Jim      |
|    | Paesi Bassi (bandiera) | D     | Luca Everink        |

### Rosa 2021-2022
Aggiornato al 15 settembre 2021
| N. |                        | Ruolo | Calciatore              |
| -- | ---------------------- | ----- | ----------------------- |
| 1  | Paesi Bassi (bandiera) | P     | Ronald Koeman Jr.       |
| 3  | Paesi Bassi (bandiera) | D     | Trevor David            |
| 4  | Paesi Bassi (bandiera) | D     | Jan Lammers             |
| 5  | Paesi Bassi (bandiera) | D     | Ruben Roosken           |
| 6  | Paesi Bassi (bandiera) | C     | Lion Kaak               |
| 7  | Paesi Bassi (bandiera) | C     | Matthijs van Nispen     |
| 8  | Paesi Bassi (bandiera) | D     | Rick Stuy van den Herik |
| 9  | Paesi Bassi (bandiera) | A     | Dennis van der Heijden  |
| 10 | Belgio (bandiera)      | C     | Philippe Rommens        |
| 11 | Paesi Bassi (bandiera) | A     | Cas Peters              |
| 12 | Paesi Bassi (bandiera) | A     | Kyvon Leidsman          |
| 13 | Paesi Bassi (bandiera) | P     | Jordy Rondeel           |

| N. |                        | Ruolo | Calciatore       |
| -- | ---------------------- | ----- | ---------------- |
| 15 | Paesi Bassi (bandiera) | D     | Lorenzo Piqué    |
| 18 | Paesi Bassi (bandiera) | A     | Giovanni Büttner |
| 19 | Paesi Bassi (bandiera) | C     | Sjoerd Overgoor  |
| 21 | Paesi Bassi (bandiera) | C     | Grad Damen       |
| 22 | Paesi Bassi (bandiera) | D     | Niels Fleuren    |
| 25 | Paesi Bassi (bandiera) | A     | Lars Hutten      |
| 30 | Belgio (bandiera)      | P     | Bo Geens         |
| 31 | Paesi Bassi (bandiera) | C     | Joshua Sanches   |
| 32 | Paesi Bassi (bandiera) | C     | Jarni Koorman    |
| 33 | Paesi Bassi (bandiera) | C     | Mart Remans      |
| 34 | Paesi Bassi (bandiera) | C     | Dean Guezen      |

### Rosa 2020-2021
Aggiornato all'11 settembre 2020
| N. |                        | Ruolo | Calciatore              |
| -- | ---------------------- | ----- | ----------------------- |
| 1  | Paesi Bassi (bandiera) | P     | Ronald Koeman Jr.       |
| 3  | Paesi Bassi (bandiera) | D     | Trevor David            |
| 4  | Paesi Bassi (bandiera) | D     | Jan Lammers             |
| 5  | Paesi Bassi (bandiera) | D     | Ruben Roosken           |
| 6  | Paesi Bassi (bandiera) | C     | Lion Kaak               |
| 7  | Paesi Bassi (bandiera) | C     | Matthijs van Nispen     |
| 8  | Paesi Bassi (bandiera) | D     | Rick Stuy van den Herik |
| 9  | Paesi Bassi (bandiera) | A     | Dennis van der Heijden  |
| 10 | Belgio (bandiera)      | C     | Philippe Rommens        |
| 11 | Paesi Bassi (bandiera) | A     | Cas Peters              |
| 12 | Paesi Bassi (bandiera) | A     | Kyvon Leidsman          |
| 13 | Paesi Bassi (bandiera) | P     | Jordy Rondeel           |
| 14 | Belgio (bandiera)      | C     | Olivier Rommens         |

| N. |                        | Ruolo | Calciatore       |
| -- | ---------------------- | ----- | ---------------- |
| 15 | Paesi Bassi (bandiera) | D     | Lorenzo Piqué    |
| 18 | Paesi Bassi (bandiera) | A     | Giovanni Büttner |
| 19 | Paesi Bassi (bandiera) | C     | Sjoerd Overgoor  |
| 21 | Paesi Bassi (bandiera) | C     | Grad Damen       |
| 22 | Paesi Bassi (bandiera) | D     | Niels Fleuren    |
| 25 | Paesi Bassi (bandiera) | A     | Lars Hutten      |
| 28 | Uruguay (bandiera)     | A     | Mateo Aramburú   |
| 30 | Belgio (bandiera)      | P     | Bo Geens         |
| 31 | Paesi Bassi (bandiera) | C     | Joshua Sanches   |
| 32 | Paesi Bassi (bandiera) | C     | Jarni Koorman    |
| 33 | Paesi Bassi (bandiera) | C     | Mart Remans      |
| 34 | Paesi Bassi (bandiera) | C     | Dean Guezen      |

### Rosa 2019-2020
Rosa aggiornata al 12 ottobre 2019
| N. |                        | Ruolo | Calciatore              |
| -- | ---------------------- | ----- | ----------------------- |
| 3  | Paesi Bassi (bandiera) | D     | Danzell Gravenberch     |
| 5  | Paesi Bassi (bandiera) | A     | Cas Peters              |
| 6  | Paesi Bassi (bandiera) | C     | Lion Kaak               |
| 7  | Paesi Bassi (bandiera) | A     | Enzo Stroo              |
| 8  | Paesi Bassi (bandiera) | D     | Rick Stuy van den Herik |
| 9  | Paesi Bassi (bandiera) | C     | Pieter Langedijk        |
| 10 | Belgio (bandiera)      | C     | Philippe Rommens        |
| 11 | Paesi Bassi (bandiera) | C     | Jordie Briels           |
| 12 | Paesi Bassi (bandiera) | P     | Joris van Gerwen        |
| 14 | Belgio (bandiera)      | C     | Olivier Rommens         |
| 15 | Suriname (bandiera)    | D     | Lorenzo Piqué           |
| 16 | Francia (bandiera)     | P     | Damien Perquis          |
| 17 | Paesi Bassi (bandiera) | C     | Gianni Tiebosch         |

| N. |                        | Ruolo | Calciatore             |
| -- | ---------------------- | ----- | ---------------------- |
| 18 | Paesi Bassi (bandiera) | C     | Giovanni Büttner       |
| 19 | Paesi Bassi (bandiera) | C     | Sjoerd Overgoor        |
| 20 | Paesi Bassi (bandiera) | P     | Ronald Koeman Jr.      |
| 22 | Paesi Bassi (bandiera) | D     | Niels Fleuren          |
| 23 | Belgio (bandiera)      | D     | Jason Bourdouxhe       |
| 24 | Paesi Bassi (bandiera) | D     | Dylan Mertens          |
| 25 | Paesi Bassi (bandiera) | A     | Lars Hutten            |
| 27 | Paesi Bassi (bandiera) | D     | Dennis Hettinga        |
| 29 | Paesi Bassi (bandiera) | C     | Cihat Çelik            |
| 32 | Paesi Bassi (bandiera) | D     | Levi Opdam             |
| 34 | Paesi Bassi (bandiera) | D     | Hennos Asmelash        |
| 46 | Paesi Bassi (bandiera) | C     | Chovanie Amatkarijo    |
|    | Paesi Bassi (bandiera) | A     | Dennis van der Heijden |

## Rosa 2018-2019
Rosa aggiornata al 2 settembre 2018
| N. |                        | Ruolo | Calciatore                         |
| -- | ---------------------- | ----- | ---------------------------------- |
| 1  | Paesi Bassi (bandiera) | P     | Nick Olij                          |
| 3  | Paesi Bassi (bandiera) | D     | Ferry de Regt                      |
| 4  | Paesi Bassi (bandiera) | C     | Jordy ter Borgh                    |
| 5  | Paesi Bassi (bandiera) | D     | Bryan Smeets                       |
| 6  | Paesi Bassi (bandiera) | C     | Lion Kaak                          |
| 7  | Paesi Bassi (bandiera) | A     | Patrick N'Koyi                     |
| 8  | Paesi Bassi (bandiera) | C     | Rick Stuy van den Herik (capitano) |
| 9  | Paesi Bassi (bandiera) | A     | Koen van der Biezen                |
| 11 | Paesi Bassi (bandiera) | C     | Jordie Briels                      |
| 12 | Paesi Bassi (bandiera) | D     | Dean van der Sluys                 |
| 13 | Paesi Bassi (bandiera) | P     | Dani Centen                        |
| 14 | Paesi Bassi (bandiera) | C     | Samed Oztoprak                     |

| N. |                        | Ruolo | Calciatore         |
| -- | ---------------------- | ----- | ------------------ |
| 15 | Suriname (bandiera)    | D     | Lorenzo Piqué      |
| 18 | Paesi Bassi (bandiera) | D     | Dennis Janssen     |
| 20 | Paesi Bassi (bandiera) | P     | Ronald Koeman Jr.  |
| 21 | Belgio (bandiera)      | C     | Philippe Rommens   |
| 22 | Paesi Bassi (bandiera) | D     | Niels Fleuren      |
| 23 | Paesi Bassi (bandiera) | D     | Norichio Nieveld   |
| 24 | Paesi Bassi (bandiera) | D     | Maikel Verkoelen   |
| 26 | Paesi Bassi (bandiera) | C     | Ragnar Oratmangoen |
| 29 | Senegal (bandiera)     | C     | Ibrahima Touré     |
| 30 | Paesi Bassi (bandiera) | A     | Delano Ladan       |
| 34 | Paesi Bassi (bandiera) | D     | Hennos Asmelash    |
| 10 | Paesi Bassi (bandiera) | C     | Hüseyin Doğan      |

## Rosa 2017-2018
Rosa aggiornata al 2 settembre 2017
| N. |                        | Ruolo | Calciatore                         |
| -- | ---------------------- | ----- | ---------------------------------- |
| 1  | Paesi Bassi (bandiera) | P     | Xavier Mous                        |
| 2  | Paesi Bassi (bandiera) | D     | Frenk Keukens                      |
| 3  | Paesi Bassi (bandiera) | D     | Ferry de Regt                      |
| 4  | Paesi Bassi (bandiera) | C     | Jordy ter Borgh                    |
| 5  | Suriname (bandiera)    | D     | Lorenzo Piqué                      |
| 6  | Paesi Bassi (bandiera) | C     | Lion Kaak                          |
| 7  | Paesi Bassi (bandiera) | A     | Istvan Bakx                        |
| 8  | Paesi Bassi (bandiera) | C     | Rick Stuy van den Herik (capitano) |
| 9  | Inghilterra (bandiera) | A     | Fisayo Adarabioyo                  |
| 10 | Paesi Bassi (bandiera) | C     | Fatih Kamaci                       |
| 11 | Paesi Bassi (bandiera) | C     | Lesly de Sa                        |
| 12 | Paesi Bassi (bandiera) | D     | Dean van der Sluys                 |
| 13 | Paesi Bassi (bandiera) | C     | Vinnie Vermeer                     |

| N. |                        | Ruolo | Calciatore            |
| -- | ---------------------- | ----- | --------------------- |
| 14 | Paesi Bassi (bandiera) | C     | Hüseyin Doğan         |
| 15 | Paesi Bassi (bandiera) | D     | Mats Grotenbreg       |
| 16 | Paesi Bassi (bandiera) | P     | Ralph Vos             |
| 17 | Paesi Bassi (bandiera) | D     | Joep van de Rande     |
| 18 | Paesi Bassi (bandiera) | D     | Dennis Janssen        |
| 19 | Paesi Bassi (bandiera) | A     | Erik Quekel           |
| 20 | Paesi Bassi (bandiera) | P     | Ronald Koeman Jr.     |
| 21 | Paesi Bassi (bandiera) | D     | Daan Klomp            |
| 22 | Paesi Bassi (bandiera) | D     | Niels Fleuren         |
| 23 | Paesi Bassi (bandiera) | C     | Richard van der Venne |
| 24 | Paesi Bassi (bandiera) | A     | Thijs van Pol         |
| 25 | Paesi Bassi (bandiera) | C     | Roel van de Sande     |

## Rosa 2016-2017
Rosa aggiornata al 2 settembre 2016
| N. |                                 | Ruolo | Calciatore                       |
| -- | ------------------------------- | ----- | -------------------------------- |
| 1  | Paesi Bassi (bandiera)          | P     | Jordy Deckers                    |
| 2  | Paesi Bassi (bandiera)          | D     | Dylan de Braal                   |
| 3  | Suriname (bandiera)             | D     | Lorenzo Piqué                    |
| 4  | Angola (bandiera)               | C     | Dominique Kivuvu                 |
| 5  | Paesi Bassi (bandiera)          | D     | Ayrton Statie                    |
| 6  | Paesi Bassi (bandiera)          | C     | Joep van den Ouweland (capitano) |
| 7  | Paesi Bassi (bandiera)          | A     | Istvan Bakx                      |
| 8  | Paesi Bassi (bandiera)          | C     | Rick Stuy van den Herik          |
| 9  | Paesi Bassi (bandiera)          | A     | Tom Boere                        |
| 10 | Paesi Bassi (bandiera)          | C     | Fatih Kamaci                     |
| 11 | Bosnia ed Erzegovina (bandiera) | C     | Boban Lazic                      |
| 12 | Paesi Bassi (bandiera)          | D     | Dean van der Sluys               |
| 14 | Paesi Bassi (bandiera)          | C     | Raies Roshanali                  |

| N. |                        | Ruolo | Calciatore            |
| -- | ---------------------- | ----- | --------------------- |
| 15 | Paesi Bassi (bandiera) | C     | Kars Vierwind         |
| 16 | Paesi Bassi (bandiera) | C     | Jorzolino Falkenstein |
| 17 | Paesi Bassi (bandiera) | D     | Jochem Jansen         |
| 18 | Paesi Bassi (bandiera) | D     | Dennis Janssen        |
| 19 | Paesi Bassi (bandiera) | C     | Justin Mathieu        |
| 20 | Paesi Bassi (bandiera) | P     | Ronald Koeman Jr.     |
| 21 | Paesi Bassi (bandiera) | C     | Cihat Çelik           |
| 22 | Belgio (bandiera)      | C     | Nassir El Aissati     |
| 23 | Paesi Bassi (bandiera) | C     | Richard van der Venne |
| 24 | Paesi Bassi (bandiera) | A     | Thijs van Pol         |
| 25 | Paesi Bassi (bandiera) | D     | Jordi Balk            |
| 30 | Paesi Bassi (bandiera) | P     | Björn Haggerty        |
|    | Paesi Bassi (bandiera) | P     | Xavier Mous           |

## Palmarès

### Competizioni nazionali
- Derde Divisie: 1

2010-2011